# 79212 Martadigrazia
79212 Martadigrazia este o planetă minoră (asteroid), cu un diametru de 1,517 km, din centura de asteroizi. A fost descoperită pe 6 martie 1994 la osservatorio astronomico della Montagna Pistoiese⁠(d) de Luciano Tesi⁠(d). 
Obiectul prezintă o orbită caracterizată de o semiaxă mare de 2,2200090479814 UAi, o excentricitate de 0,13527953418984, o înclinație de 7,5598085971131 ° în raport cu ecliptica.